# Copa Final Four 2010
La III Copa Final Four de Voleibol Femenino se celebró del 21 al 25 de septiembre de 2010 en la ciudad de Tuxtla Gutiérrez, Chiapas, México.

## Equipos participantes
| Confederación | Selecciones                 |
| ------------- | --------------------------- |
| CSV           | Argentina Perú              |
| NORCECA       | México República Dominicana |

## Primera fase

### Grupo A

#### Resultados
| Fecha    | Encuentro                        | Resultado | Set   | Set   | Set   | Set   | Set | Puntuación total |
| Fecha    | Encuentro                        | Resultado | 1     | 2     | 3     | 4     | 5   | Puntuación total |
| -------- | -------------------------------- | --------- | ----- | ----- | ----- | ----- | --- | ---------------- |
| 21-09-10 | República Dominicana - Perú      | 0-3       | 18-25 | 14-25 | 15-25 |       |     | 47-75            |
| 21-09-10 | México - Argentina               | 0-3       | 10-25 | 10-25 | 21-25 |       |     | 41-75            |
| 22-09-10 | Argentina - República Dominicana | 1-3       | 23-25 | 27-25 | 22-25 | 25-27 |     | 97-102           |
| 22-09-10 | Perú - México                    | 3-0       | 25-12 | 25-16 | 25-7  |       |     | 75-35            |
| 23-09-10 | Argentina - Perú                 | 1-3       | 28-26 | 16-25 | 14-25 | 21-25 |     | 79-101           |
| 23-09-10 | República Dominicana - México    | 3-0       | 25-18 | 25-15 | 25-8  |       |     | 75-51            |

#### Clasificación
| Pos | Equipo               | PJ | PG | PP | SF | SC | PTS |
| --- | -------------------- | -- | -- | -- | -- | -- | --- |
| 1   | Perú                 | 3  | 3  | 0  | 9  | 1  | 6   |
| 2   | República Dominicana | 3  | 2  | 1  | 6  | 1  | 5   |
| 3   | Argentina            | 3  | 2  | 1  | 5  | 6  | 5   |
| 4   | México               | 3  | 0  | 3  | 0  | 9  | 3   |

## Fase final
|  | Semifinales          | Semifinales          |   |        | Final     | Final |  |
|  |                      |                      |   |        |           |       |  |
|  |                      |                      |   |        |           |       |  |
|  |                      |                      |   |        |           |       |  |
|  | Perú                 | 3                    |   |        |           |       |  |
|  | México               | 0                    |   |        |           |       |  |
|  |                      |                      |   |        |           |       |  |
|  |                      |                      |   |        |           |       |  |
|  |                      |                      |   |        | Perú      | 2     |  |
|  |                      | República Dominicana | 3 |        |           |       |  |
|  |                      |                      |   |        |           |       |  |
|  |                      |                      |   |        |           |       |  |
|  |                      |                      |   |        | 3º puesto |       |  |
|  |                      |                      |   |        |           |       |  |
|  | República Dominicana | 3                    |   | México | 0         |       |  |
|  | Argentina            | 0                    |   |        | Argentina | 3     |  |

### Semifinales
| Fecha    | Encuentro                        | Resultado | Set   | Set   | Set   | Set | Set | Puntuación total |
| Fecha    | Encuentro                        | Resultado | 1     | 2     | 3     | 4   | 5   | Puntuación total |
| -------- | -------------------------------- | --------- | ----- | ----- | ----- | --- | --- | ---------------- |
| 24-09-10 | Perú - México                    | 3-0       | 25-13 | 25-10 | 25-15 |     |     | 75-38            |
| 24-09-10 | República Dominicana - Argentina | 3-0       | 25-23 | 25-12 | 25-19 |     |     | 75-54            |

### Tercer lugar
| Fecha    | Encuentro          | Resultado | Set   | Set   | Set   | Set | Set | Puntuación total |
| Fecha    | Encuentro          | Resultado | 1     | 2     | 3     | 4   | 5   | Puntuación total |
| -------- | ------------------ | --------- | ----- | ----- | ----- | --- | --- | ---------------- |
| 25-09-10 | México - Argentina | 0-3       | 10-25 | 15-25 | 11-25 |     |     | 36-75            |

### Final
| Fecha    | Encuentro                   | Resultado | Set   | Set   | Set   | Set   | Set   | Puntuación total |
| Fecha    | Encuentro                   | Resultado | 1     | 2     | 3     | 4     | 5     | Puntuación total |
| -------- | --------------------------- | --------- | ----- | ----- | ----- | ----- | ----- | ---------------- |
| 25-09-10 | República Dominicana - Perú | 3-2       | 15-25 | 25-23 | 25-23 | 22-25 | 15-12 | 108-103          |

## Campeón
|                                |
| Campeón                        |
| República Dominicana 1º título |

## Clasificación general
| Pos | Equipo               |
| --- | -------------------- |
| 1   | República Dominicana |
| 2   | Perú                 |
| 3   | Argentina            |
| 4   | México               |

## Distinciones individuales
| Distinción      | Nombre            | Equipo               |
| --------------- | ----------------- | -------------------- |
| MVP             | Dahiana Burgos    | República Dominicana |
| Mejor anotadora | Melek Çelik       | República Dominicana |
| Mejor ataque    | Jessenia Uceda    | Perú                 |
| Mejor bloqueo   | Leyla Chihuán     | Perú                 |
| Mejor servicio  | Elena Keldibekova | Perú                 |
| Mejor armadora  | Elena Keldibekova | Perú                 |
| Mejor recepción | Vanessa Palacios  | Perú                 |
| Mejor defensa   | Brenda Castillo   | República Dominicana |
| Mejor líbero    | Brenda Castillo   | República Dominicana |